# リトルウイング
有限会社リトルウイング (LittleWing Co.Ltd.) は、日本のソフトウェア製作会社である。本社は富山県富山市。
1990年1月1日創業。1993年法人改組。Macintosh,Windows向けのピンボールシミュレーションゲームの開発を行っている。

## 作品
リトルウイングのサイトにおいてダウンロード販売されている。2011年6月4日にトリスタンのiOS移植版がApp Storeで発売開始された。
- トリスタン
- クリスタルカリバーン
- ルーニーラビリンス
- エンジェルエッグ
- ゴールデンログレス
- ジニージーラ
- モンスターフェアー
- フェアリータワー
- マッドダイダロス

### 他社からの発売
『ゴールデンログレス』は、サクセスより1999年7月22日にプレイステーション版（SuperLite1500シリーズ Vol.10）が、2000年10月26日にドリームキャスト版（『ネオ ゴールデンログレス』）が発売された。
同じくサクセスからは2000年3月24日に「Standard1500 The ピンボール」の1〜4として、『クリスタルカリバーン』から『ゴールデンログレス』までの廉価版（Mac/Winハイブリッド）がリリースされた。